# French Open (Badminton)/Dameneinzel
Folgend die Sieger und Finalisten der French Open im Badminton im Dameneinzel.
| Jahr        | Sieger                 | Finalist                 | Ergebnis            |
| ----------- | ---------------------- | ------------------------ | ------------------- |
| 1908        | Margaret Larminie      | Taylor                   | 11-1, 11-6          |
| 1909        | Lavinia Clara Radeglia | Mary K. Bateman          | 11-2, 14-12         |
| 1910        | Lavinia Clara Radeglia | Mary K. Bateman          | 14-11, 9-11, 11-5   |
| 1911        | Lavinia Clara Radeglia | Marie Téphany            | 11-1, 11-0          |
| 1912        | Lavinia Clara Radeglia | D. Touleau               | 11-3, 11-7          |
| 1913        | Lavinia Clara Radeglia | Margaret Tragett         | 6-15, 15-8, 15-8    |
| 1914 – 1934 | nicht ausgetragen      | nicht ausgetragen        | nicht ausgetragen   |
| 1935        | Betty Uber             |                          |                     |
| 1936        | Marian Horsley         |                          |                     |
| 1937        | Mavis Green            |                          |                     |
| 1938        | Daphne Young           |                          |                     |
| 1939        | Mavis Green            |                          |                     |
| 1940        | Yvonne Girard          |                          |                     |
| 1941        | Yvonne Girard          | Madeleine Girard         |                     |
| 1942        | Yvonne Girard          |                          |                     |
| 1943        | Yvonne Girard          | Madeleine Girard         | 12-9, 11-7          |
| 1944        | Yvonne Girard          |                          |                     |
| 1945        | Yvonne Girard          | Madeleine Girard         | 11-4, 5-11, 11-3    |
| 1946        | Jean Bardsley          | Yvonne Girard            | 11-7, 11-5          |
| 1947        | Lucy Barlow            |                          |                     |
| 1948        | Mavis Henderson        | Audrey Stone             | 11-7, 12-9          |
| 1949        | Anne Lehmeier          | Mavis Henderson          | 11-4, 11-4          |
| 1950        | Audrey Blathwayt       | M. Crombie               | 11-8, 8-11, 11-3    |
| 1951        | Betty Grace            | L. Greene                | 11-0, 11-1          |
| 1952        | Audrey Stone           | Mimi Wyatt               |                     |
| 1953        | Aase Schiøtt Jacobsen  | Betty Grace              | 11-0, 11-7          |
| 1954        | Elisabeth O’Beirne     | Jenifer Peters           |                     |
| 1955        | A. Durst               | Annie Groene             | 11-0, 11-4          |
| 1956        | Maggie McIntosh        | J. F. Cryer              | 11-5, 11-8          |
| 1957        | Sheila Ryder           | J. F. Cryer              | 11-7, 12-10         |
| 1958        | Pratuang Pattabongse   | Ingrid Dahlberg          | 11–0, 11–0          |
| 1959        | Pamela S. Wheating     | Mireille Laurent         | 11–9, 11–4          |
| 1960        | R. A. Rabey            | Ursula Smith             | 11-5, 12-11         |
| 1961        | Hanne Jensen           | Rita Rabey               | 3-11, 11–5, 11–2    |
| 1962        | Tan Gaik Bee           | June van der Willigen    | 11–1, 11–4          |
| 1963        | Irmgard Latz           | Gerda Schumacher         |                     |
| 1964        | Imre Rietveld          | Agnes Geene              | 12-11, 11-1         |
| 1965        | nicht ausgetragen      | nicht ausgetragen        | nicht ausgetragen   |
| 1966        | Imre Rietveld          | Marianne Svensson        | 11-5, 11-6          |
| 1967        | Gerda Schumacher       |                          |                     |
| 1968        | Eva Twedberg           | Agnes Geene              | 11-2, 11-0          |
| 1969        | Julie Rickard          | Anne Mette Sørensen      | 11–5, 11–3          |
| 1970        | nicht ausgetragen      | nicht ausgetragen        | nicht ausgetragen   |
| 1971        | Brigitte Potthoff      | Gerda Schumacher         | 11-1, 1-11, 11-6    |
| 1972        | Margaret Gardner       | Viviane Beaugin          | 11-6, 8-11, 11-7    |
| 1973        | Lene Büchert           |                          |                     |
| 1974        | Margaret Gardner       |                          |                     |
| 1975        | Yu Yuk Geor            |                          |                     |
| 1976        | Yu Yuk Geor            | Lim Shour                | 0-11, 11-8, Aufgabe |
| 1977        | Inge Rozemeijer        | Sylvia Robbe             |                     |
| 1978        | Alison Bryson          | C. Barr                  |                     |
| 1979        | Alison Bryson          |                          |                     |
| 1980        | Pia Nielsen            | Jette Bach               | 11-6, 11-4          |
| 1981        | Svetlana Belyasova     | Gillian Clark            | 10-12, 11-6, 11-7   |
| 1982        | Denyse Julien          |                          |                     |
| 1983        | Alison Fulton          | Julie McDonald           | 3-11, 11-8, 11-1    |
| 1984        | Wendy Poulton          | Una O’Reilly             | 11-5, 11-1          |
| 1985        | Maria Henning          |                          |                     |
| 1986        | Julie McDonald         |                          |                     |
| 1987        | Kim Yun-ja             | Lee Young-suk            | 11-4, 5-11, 11-0    |
| 1988        | Hwang Hye-young        | Gu Jiaming               | 12-11, 11-8         |
| 1989        | Li Lingwei             | Zhou Lei                 | 11-5, 11-3          |
| 1990        | Hwang Hye-young        | Lee Young-suk            | 11-4, 11-6          |
| 1991        | Doris Piché            | Helle Andersen           | 11-8, 11-7          |
| 1992        | Doris Piché            | Liu Yuhong               | 7-11, 12-10, 11-3   |
| 1993        | Yao Yan                | Ye Zhaoying              | 11-7, 5-11, 11-5    |
| 1994        | Zhang Ning             | Liu Yuhong               | 7-11, 11-7, 11-7    |
| 1995        | Elena Rybkina          | Marina Yakusheva         | 11-4, 11-1          |
| 1996        | Marina Andrievskaia    | Lee Kyung-won            | 11-6, 11-3          |
| 1997        | Kelly Morgan           | Karolina Ericsson        | 12-9, 11-3          |
| 1998        | Aparna Popat           | Katja Michalowsky        | 11-8, 11-4          |
| 1999        | Zhou Mi                | Aparna Popat             | 11-0, 11-2          |
| 2000        | Takako Ida             | Xu Li                    | 11-7, 11-8          |
| 2001        | Brenda Beenhakker      | Tine Rasmussen           | 7-2, 8-6, 5-7       |
| 2002        | Xie Xingfang           | Wang Rong                | 7-3, 7-2, 7-1       |
| 2003        | Pi Hongyan             | Judith Meulendijks       | 11–1, 11–5          |
| 2004        | Pi Hongyan             | Chen Lanting             | 11–5, 11–8          |
| 2005        | Pi Hongyan             | Anne Marie Pedersen      | 11-1, 11-2          |
| 2006        | nicht ausgetragen      | nicht ausgetragen        | nicht ausgetragen   |
| 2007        | Xie Xingfang           | Pi Hongyan               | 21-13, 21-13        |
| 2008        | Wang Lin               | Xie Xingfang             | 21-18, 13-21, 21-11 |
| 2009        | Wang Yihan             | Wang Lin                 | 21-9, 21-12         |
| 2010        | Wang Yihan             | Li Xuerui                | 21–13, 21–9         |
| 2011        | Wang Xin               | Li Xuerui                | 21–15, 21–19        |
| 2012        | Minatsu Mitani         | Saina Nehwal             | 21–19, 21–11        |
| 2013        | Wang Shixian           | Porntip Buranaprasertsuk | 21–18, 21–18        |
| 2014        | Wang Shixian           | Li Xuerui                | 21–15, 8–3          |
| 2015        | Carolina Marín         | Wang Shixian             | 21–18, 21–10        |
| 2016        | He Bingjiao            | Zhang Beiwen             | 21–9, 21–9          |
| 2017        | Tai Tzu-ying           | Akane Yamaguchi          | 21–4, 21–16         |
| 2018        | Akane Yamaguchi        | Tai Tzu-ying             | 22-20, 17-21, 21-13 |
| 2019        | An Se-young            | Carolina Marín           | 16-21, 21-18, 21-5  |
| 2020        | nicht ausgetragen      | nicht ausgetragen        | nicht ausgetragen   |
| 2021        | Akane Yamaguchi        | Sayaka Takahashi         | 21-18, 21-12        |
| 2022        | He Bingjiao            | Carolina Marín           | 16-21, 21-9, 22-20  |
| 2023        | Chen Yufei             | Tai Tzu-ying             | 21-17, 22-20        |
| 2024        | An Se-young            | Akane Yamaguchi          | 18-21, 21-13, 21-10 |